# Джонатан де Гузман
Джонатан де Гузман (нід. Jonathan de Guzmán, нар. 13 вересня 1987, Торонто) — нідерландський футболіст, півзахисник грецького клубу ОФІ. Молодший брат футболіста збірної Канади Джуліана де Гузмана.
Виступав, зокрема, за «Феєнорд» та «Мальорку», а також національну збірну Нідерландів.

## Клубна кар'єра

### Ранні роки
Народився в канадському місті Торонто в родині філіппінця та ямайки, де був третьою дитиною після брата Джуліана та сестри Жанель.
Батько хотів, щоб його сини грати в баскетбол, але у зв'язку з їх невисоким зростом вони почали грати у футбол. Джонатан почав свою молодіжну кар'єру в Північному Скарборо в Канаді. Щоб поліпшити свої навички, хлопець тренувався шість разів на тиждень і брав активну участь у трьох різних командах. Коли його брат Джуліан покинув Канаду, щоб приєднатися молодіжної академії французького «Марселя», прагнення Гусмана також продовжити свою кар'єру в Європі значно виріс, так як Канада, на думку братів, була нефутбольною країною, де важко було покращувати свої здібності. У віці 12 років, через два роки після його брат відправився до Франції, Джонатан приєднався до молодіжної академії нідерландського «Феєнорда».

### «Феєнорд»

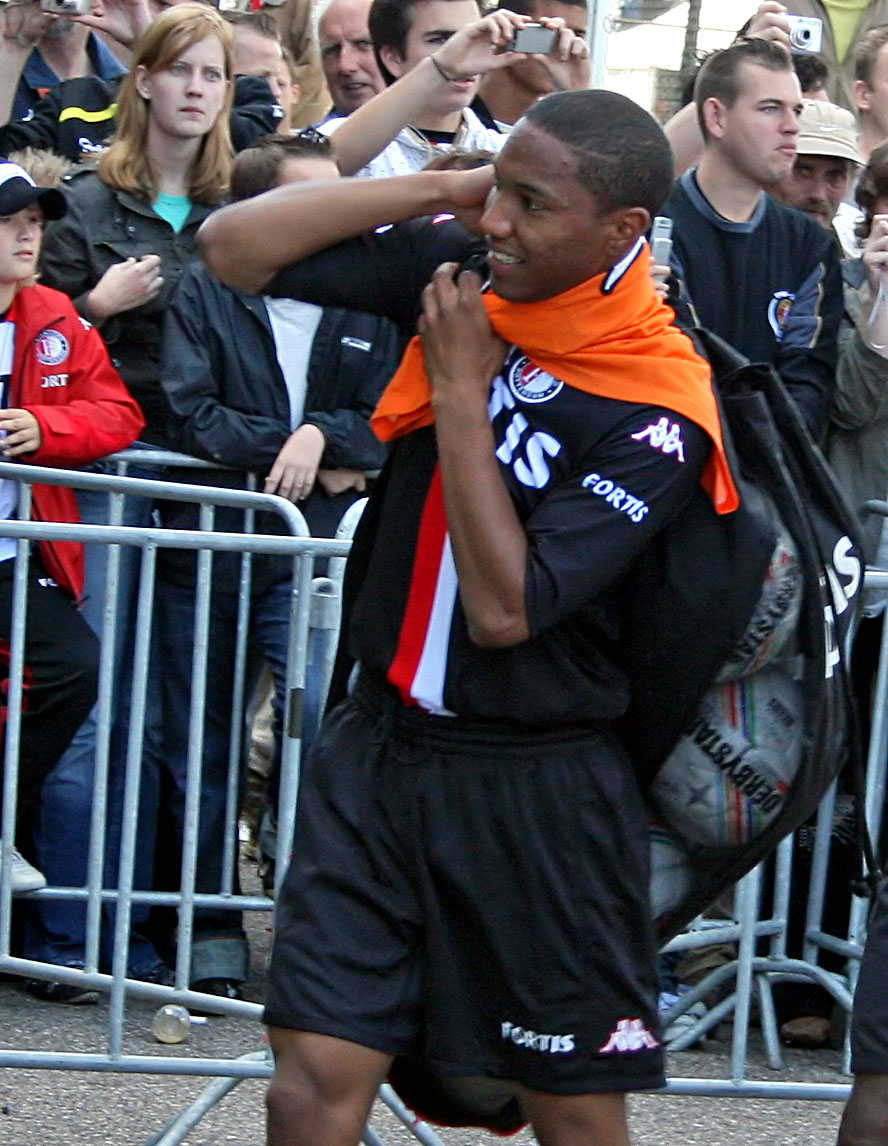
Джонатан де Гузман під час виступів за «Феєнорд». 7 липня 2007 року

Джонатан пройшов усі щаблі академії «Феєнорда» і 2005 року був заявлений за основну команду. Його дебют відбувся в матчі проти «Геренвена». Свій перший м'яч за «Фейєноорд» Джонатан забив 30 вересня 2005 року в матчі проти клубу «Віллема II» на 9-ій хвилині. У своєму першому сезоні де Гузман провів 29 матчі та забив 4 м'ячі в Ередивізі сезону 2005/06, а його клуб посів третє місце в чемпіонаті.
У квітні 2008 року Джонатан продовжив контракт в клубом до літа 2010 року, де і грав до завершення контракту. Всього провів у Роттердамі п'ять сезонів, взявши участь у 109 матчах чемпіонату. Більшість часу, проведеного у складі «Феєнорда», був основним гравцем команди.

### Виступи в Іспанії
27 липня 2010 року на правах вільного агента перейшов в іспанську «Мальорку», де провів весь наступний сезон, після чого 31 серпня 2011 року, за кілька годин до закриття трансферного вікна, перейшов в «Вільярреал», але закріпитись в основній команді не зумів.
У липні 2012 року Джонатан був орендований на сезон валлійським клубом «Суонсі Сіті», з яким виграв Кубок англійської ліги, зробивши дубль у фінальному матчі проти «Бредфорд Сіті» (5:0). Влітку 2013 року валлійський клуб продовжив оренду гравця ще на один ігровий рік. Відіграв за валійську команду 71 матч в національному чемпіонаті.

### Переїзд до Італії
20 серпня 2014 року уклав чотирирічний контракт з італійським «Наполі». Дебютував у новій команді 31 серпня в матчі Серії А проти «Дженоа» (2:1), замінивши Марека Гамшик на 74 хвилині і забивши переможний гол у компенсований час. 6 листопада 2014 року Джонатан зробив хет-трик у матчі групового етапу Ліги Європи проти «Янг Бойз» (3:0). 22 грудня того ж року де Гузман виграв свій перший трофей з клубом — Суперкубок Італії, в якому Джонатан провів на полі 106 хвилин, після чого був замінений на Жоржиньйо, а неаполітанці в серії пенальті здолали «Ювентус». Всього у своєму першому сезоні в італійському клубі Джонатан провів 36 матчів і 7 голів у чемпіонаті і кубку.
Проте у наступному сезоні новий тренер «блакитних» Мауріціо Саррі не бачив голландця у своїй команді, через що він не провів до кінця року жодного матчу за основну команду. Зважаючи на це голландця захотіли бачити у своїх лавах французьке «Монпельє», англійські «Борнмут» і «Свонзі», а також нідерландські ПСВ і «Вітесс». Однак де Гузман залишився в Італії і у січні 2016 року Джонатан перейшов на правах оренди до кінця сезону в інший італійський клуб «Карпі».
Провівши у складі «Карпі» пів року, також на правах оренди приєднався до складу «К'єво».

### Подальша кар'єра
10 липня 2017 підписав трирічний контракт з німецьким «Айнтрахтом».
Після закінчення контракту, 19 жовтня 2020 року став гравцем грецького ОФІ.

## Виступи за збірні
Оскільки Джонатан народився в Канаді, а довгий час жив в Нідерландах, то він міг вибирати за збірну якої країни йому виступати. Після того, як у лютому 2008 року Джонатан отримав нідерландське підданство, він вирішив виступати за збірну Нідерландів. Його рішення було зустрінуте розчаруванням з боку Канади, подібно до випадку з Овеном Харгрівзом, який так само народився в Канаді, але вирішив виступати за збірну Англії. Старший брат Джонатана Джуліан, який так само народився в Канаді, виступає за збірну Канади.

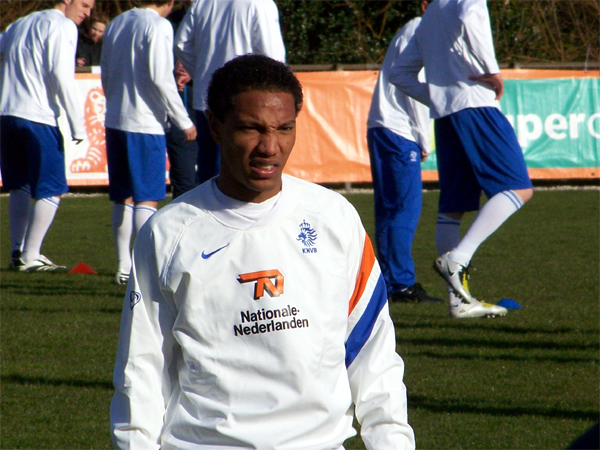
Джонатан де Гузман під час виступів за молодіжну збірну Нідерландів. 24 березня 2008 року

Де Гузман дебютував у молодіжній збірній Нідерландів 26 березня 2008 року в матчі кваліфікаційного турніру до молодіжного Чемпіонату Європи проти Естонії, який завершився перемогою Нідерландів з рахунком 3:0, Джонатан зіграв значну роль у матчі. Всього на молодіжному рівні зіграв у 4 офіційних матчах, забив 3 голи.
Влітку 2008 року захищав кольори олімпійської збірної Нідерландів, разом з якою дійшов до чвертьфіналу Олімпійських іграх в Пекіні. У чвертьфіналі нідерландці поступилися майбутнім переможцям олімпіади збірної Аргентини з рахунком 2:1.
6 лютого 2013 року дебютував в офіційних матчах у складі національної збірної Нідерландів в товариській грі проти збірної Італії. 
Наступного року потрапив у заявку збірної на чемпіонат світу 2014 року в Бразилії.
Всього провів у формі головної команди країни 14 матчів.

## Титули і досягнення
- Володар Кубка Нідерландів (1):

«Феєнорд»: 2007-08
- Володар Кубка Футбольної ліги (1):

«Свонсі Сіті»: 2012-13
- Володар Суперкубка Італії (1):

«Наполі»: 2014
- Володар Кубка Німеччини (1):

«Айнтрахт» (Франкфурт-на-Майні): 2017-18
- Бронзовий призер чемпіонату світу: 2014